# Piazza Umberto I
Piazza Umberto I (ili Piazza Umberto Primo iz 1930-ih, La Piazzetta, što znači "mali trg"; nadimak "malo kazalište svijeta") je najpoznatiji trg otoka Caprija u Italiji. Trg se nalazi u povijesnom središtu Caprija, u istoimenom gradu Capriju, na istočnom kraju otoka, a još od rimskog doba, smatra se središtem grada i stjecištem otoka kako stanovnici tako i ostali.

## Povijest
Crkva Santo Stefano sagrađena je u osamnaestom stoljeću i pretvorena je u katedralu kada je biskup Caprija tamo uspostavio svoje sjedište. Dograđeno je stubište koje povezuje crkvu s trgom i biskupskom rezidencijom, današnjom gradskom vijećnicom. Biskup je ostao do 1818. kada je, po nalogu pape Pija VII., biskupija ukinuta, a Capri je pripojen biskupiji Sorrento.
Trg je već bio dobro razvijen kao središte lokalnog života kada je 1900. godine na njemu bila tržnica povrća, ribe i mesa. Trg je poprimio svjetski karakter tek kada je Raffaele Vuotto otvorio svoj bar, Grand Café Vuotto između 1934. i 1938. godine, rasporedivši vani stolice i stolove. Poslije su i drugi otočani otvarali svoje obrte i od tada je Piazzetta postala srce društvenog života na otoku.

## Opis
Glavni element trga je toranj sa satom, koji se vrlo često povezuje s otokom Capri; možda je došlo do crkve Aja Sofije ili stražarnice susjednog zida. 
Na trgu ima mnogo natpisa: na primjer, ispred gradske vijećnice nalaze se dvije mramorne ploče koje podsjećaju na Vittorija Emanuela II. i Umberta I., druga ploča je u spomen na Capresea Gennara Arcuccija, mučenika obnove Bourbona. Umjesto jedne od četiri fasade tornja postavljena je ploča sjećanja na pale u Prvom svjetskom ratu. 
Druge ploče (podignute 1908.) nalaze se u dvorištu Gradske vijećnice, gdje se dva epigrafa sjećaju na Henryja Wreforda, dopisnika Timesa koji je došao na Capri na jedan dan i odlučio se nastaniti na pedeset godina, i Škota Georgea Sidneya Clarka, koji je u 1861. otvoren je najveći hotel na otoku, znameniti Grand Hotel Quisisana.

## Vanjske poveznice
|  | Zajednički poslužitelj ima još gradiva o temi Piazza Umberto I |

- Piazetta